# Perca-do-nilo

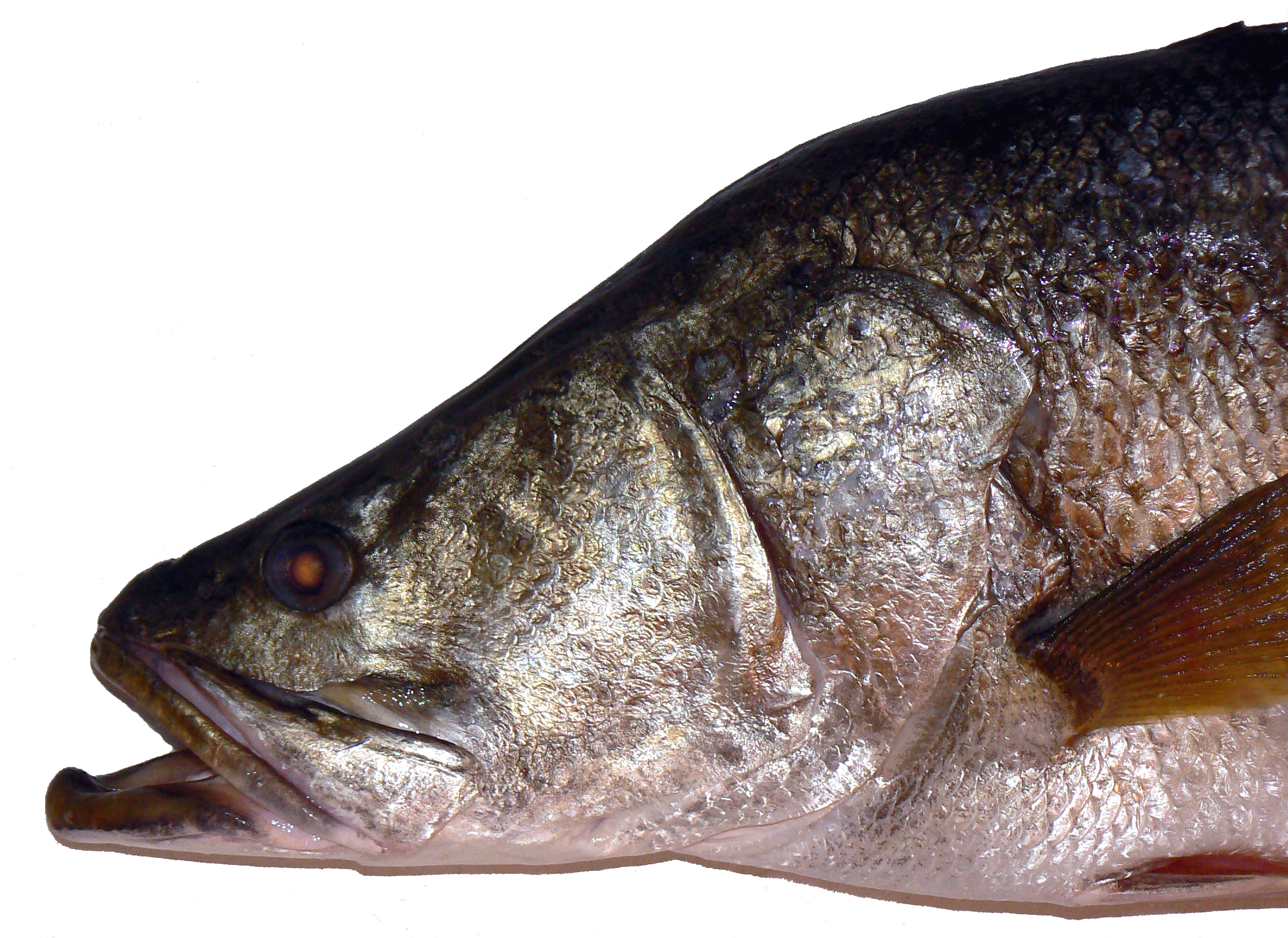
Cabeça de perca-do-nilo (Lates niloticus)

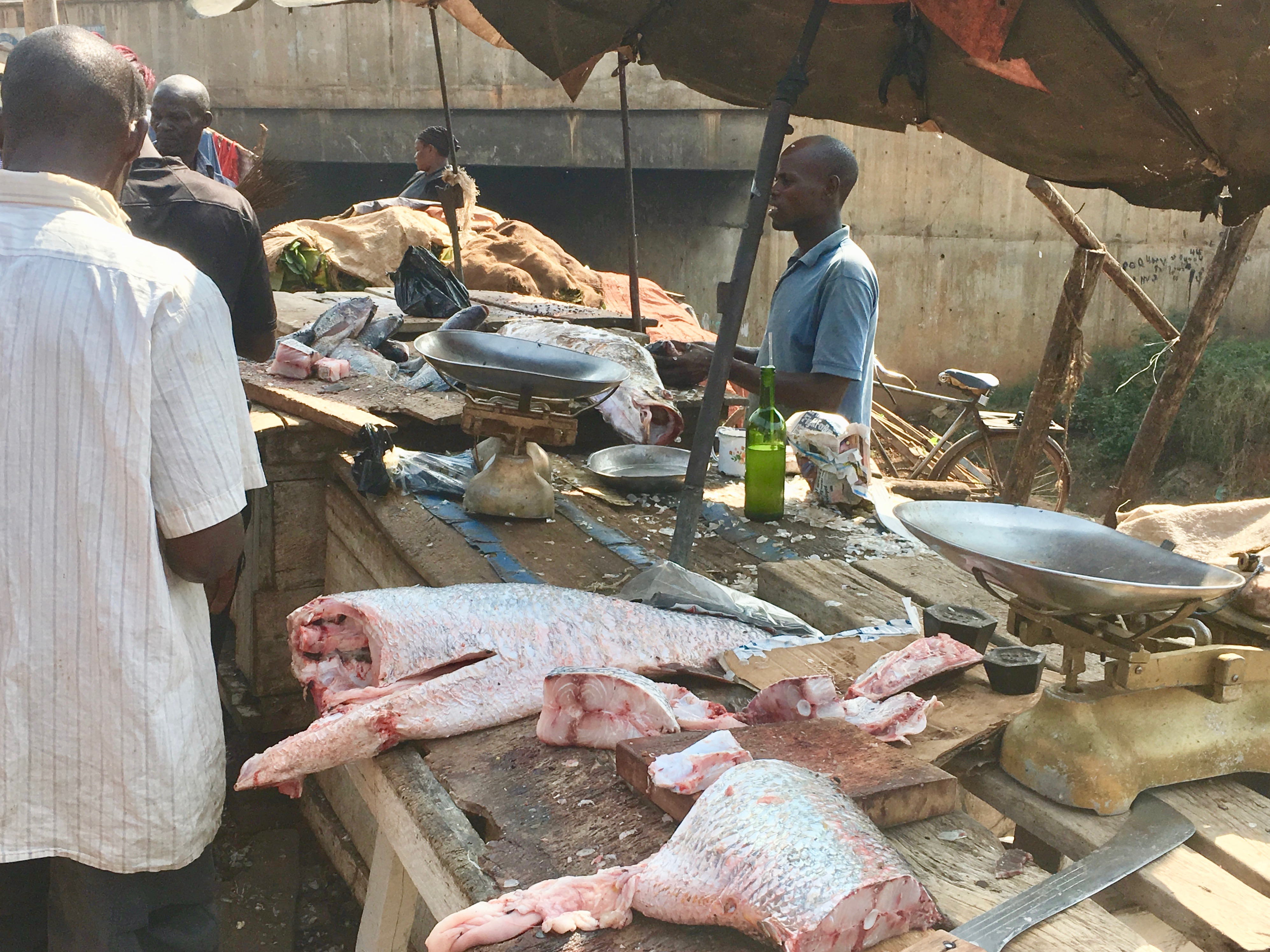
Percas-do-nilo à venda em Kampala

A perca-do-nilo (nome científico: Lates niloticus) é um peixe da família dos Latidae (antes incluída nos Centropomidae e mudada em 2004), da ordem dos Perciformes, subordem dos Percoidei, que pode alcançar 2 m de comprimento. É originária da Etiópia.

## Introdução da perca-do-Nilo no Lago Vitória
A introdução desta espécie no lago Vitória é um dos exemplos mais citados de efeitos nocivos que espécies invasoras podem causar aos  ecossistemas.
Em 1954, a perca-do-Nilo foi introduzida nas  águas do Lago Victoria, o maior lago tropical do mundo, visando reverter o drástico declínio da população de peixes autóctones, em decorrência da sobrepesca. A perca adaptou-se perfeitamente ao novo habitat - porém, em detrimento das  espécies locais. Em  1977 as capturas de ciclídeos representavam 32% da pesca (em massa), e as de perca-do-nilo apenas 1%. Seis anos depois, as capturas de percas-do-Nilo eram cerca de 68%, contra 1% de ciclídeos.
A perca contribuiu para a o desaparecimento da biodiversidade do lago, com a extinção de mais de 200 espécies endémicas de peixes, em consequência da  predação e da competição por alimentos. Dentre as espécies autóctones, o lago abrigava sobretudo uma grande quantidade de espécies de ciclídeos, fruto da  diversificação explosiva ocorrida há cerca de 12 000 anos.
Os peixes capturados eram secados em fogueiras, requerendo o corte de mais e mais árvores, o que deu lugar à posterior erosão; os resíduos decorrentes contribuíram para aumentar os níveis de nutrientes das águas do lago, provocando a eutrofização do lago. A invasão de algas reduziu a concentração de oxigénio na água e causou a morte de mais peixes.
A carne da perca é mais rica em gordura do que a dos peixes autóctones e muito mais valorizada comercialmente. A exploração comercial provocou o abandono da pesca tradicional, além de produzir um efeito devastador sobre o meio ambiente e o modo de vida das comunidades que dependem do lago. O grupo de especialistas em espécies invasoras da IUCN incluiu a Lates niloticus entre as cem espécies invasoras mais nocivas do mundo.
Apesar disso, um relatório da FAO, publicado em 1987, concluiu que a pesca da perca-do-Nilo no lago Victoria constitui "um desenvolvimento extremamente positivo do ponto de vista do bem-estar humano".
As cifras de capturas da perca cresceram rapidamente. No Quénia, passaram de 1000 t em 1978, para 100000 t em 1993. A perca-do-Nilo constitui a principal fonte de divisas da Tanzânia. Diariamente, 500 t de filetes são enviadas do aeroporto de Mwanza para países da União Europeia.
A introdução da perca-do-nilo chegou a ser estudada na Austrália (Queensland), mas "em vista dos desastres causados por este peixe em vários lagos africanos", o governo local decidiu abandonar o projeto.

## Filmografia
O documentário O Pesadelo de Darwin (2004), do realizador austríaco Hubert Sauper, denuncia as consequências da exploração da perca-do-Nilo, que o diretor apresenta como uma parábola dos problemas da África.